# Spilosoma pseudohampsoni
Spilosoma pseudohampsoni är en fjärilsart som beskrevs av Daniel 1943. Spilosoma pseudohampsoni ingår i släktet Spilosoma och familjen björnspinnare. Inga underarter finns listade i Catalogue of Life.